# Tiny Hoekstra
Tiny Hoekstra (Rinsumageast, 15 settembre 1996) è una calciatrice olandese, attaccante dell'Ajax.

## Carriera

### Club
Nella prima parte della carriera Hoekstra veste la maglia del Rinsumageest (v.v. VCR), club dell'omonima cittadina della Frisia, giocando nelle sue squadre giovanili fino alla B-junioren.
Nell'estate 2012 si trasferisce all'Heerenveen, squadra iscritta alla BeNe League, la nuova massima serie del congiunto  campionato belga e olandese, dove a disposizione del tecnico Jessica Torny fa il suo debutto il 7 settembre, alla 3ª giornata di campionato, rilevando Bernou Hylkema al 59' dell'incontro perso in trasferta 3-1 con l'ADO Den Haag, andando poi a rete per la prima volta alla 5ª giornata, siglando la rete che porta sul parziale di 2-1 la partita poi pareggiata 3-3 con l'Utrecht.
Negli anni successivi è rimasta legata al club della città di Heerenveen, giocando le altre due stagioni di BeNe League prima di tornare a disputare il campionato nazionale di Eredivisie. I risultati migliori ottenuti con la squadra in quel periodo sono il 3º posto in Eredivisie 2017-2018 e aver bissato l'accesso alle semifinali di Coppa dei Paesi Bassi oltre che nella stagione d'esordio (2012-2013) anche nell'edizione 2016-2017. Il campionato 2018-2019 la vede protagonista, creando una temibile coppia d'attacco con la compagna di reparto Fenna Kalma e guidando la classifica delle marcatrici del torneo con 27 reti, grazie anche ai 6 gol segnati all'Achilles '29 nella vittoria casalinga per 12-0 alla 7ª giornata.
Dopo che la stagione 2019-2020 venne compromessa per le misure atte a contrastare la diffusione della pandemia di COVID-19 nei Paesi Bassi, tra le quali la sospensione del campionato e l'annullamento della Coppa nazionale di categoria, nel maggio 2020 Hoekstra sottoscrive un'estensione del contratto per quella che sarà la sua ultima stagione con l'Heerenveen, stagione che la vedrà poi, nell'ottobre 2020, protagonista di una dichiarazione critica nei confronti della Federcalcio olandese per la sospensione cautelativa di due mesi del campionato di Eredivisie per una nuova ondata della pandemia.
Chiude la stagione con 2 reti su 12 presenze in campionato, una delle quali segnate all'Ajax, club dove, nel maggio 2021, annuncia si trasferirà firmando un contratto annuale dalla stagione 2021-2022. Al suo primo anno con il club di Amsterdam pur inserendola sempre in rosa il tecnico Danny Schenkel non le lascia molto spazio, partendo quasi sempre dalla panchina, collezionando comunque 21 presenze in campionato, siglando 4 reti, e andando a rete anche nella finale di Coppa, segnando l'ininfluente terza rete a qualche minuto dal termine dell'incontro chiuso con la vittoria per 4-3 del Twente.

## Palmarès

### Club
- Campionato olandese: 1

Ajax: 2022-2023
- Coppa dei Paesi Bassi: 1

Ajax: 2021-2022